# Modestus Stephanus Glorieux
Modestus Stephanus Glorieux, ook met de voornaam Stefaan of Etienne genoemd, (Sint-Denijs, 3 mei 1802 – Smetlede, 25 november 1872), was een katholiek priester die leefde en werkte in de Belgische provincie Oost-Vlaanderen.

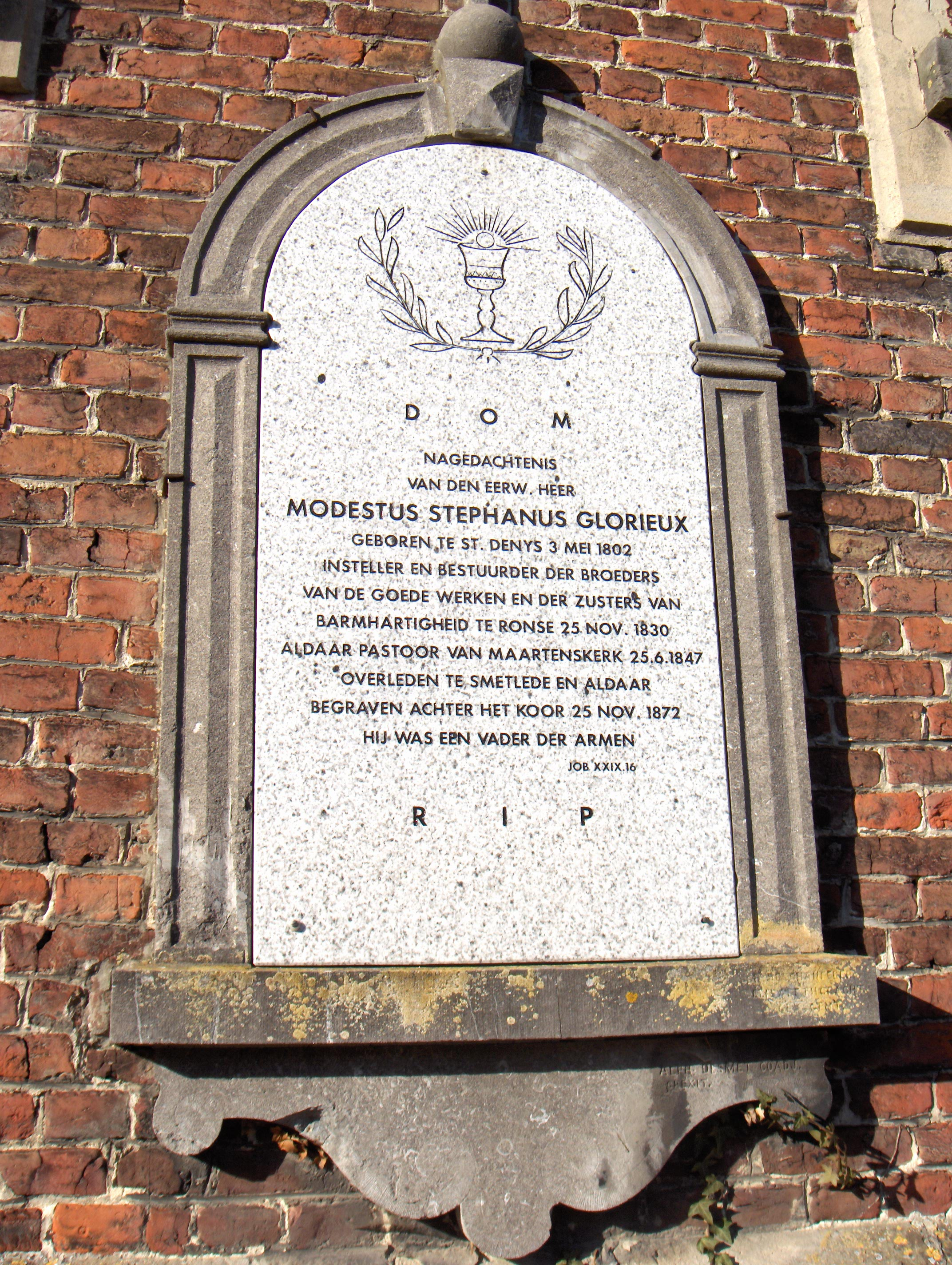
Grafsteen van Glorieux in Smetlede

Etienne Modest Glorieux was een priester uit het bisdom Gent. Glorieux was een religieus en sociaal bewogen priester. Hij was gegrepen door de erbarmelijke leefsituatie van de gewone mensen in de eerste helft van de negentiende eeuw. In het zuidoosten van Oost-Vlaanderen leefde een groot procent van de bevolking in materiële en intellectuele armoede.
Geraakt door die noodsituatie wilde Glorieux helpen. Hij inspireerde een aantal jonge mannen en vrouwen die hun leven in dienst wilden stellen voor hulpverlening op materieel, sociaal, psychologisch en intellectueel gebied vanuit een rooms-katholieke inspiratie. Voor die jonge mensen stichtte Glorieux twee congregaties, die een actief kloosterleven wilden beleven in dienst van minder bedeelde mensen.
Geleidelijk breidde het werk van Glorieux zich uit over verschillende domeinen van hulpverlening: onderwijs, verpleging, vooral van psychisch getroffen mensen, opvoeding van jeugdigen en zorg voor ouder wordende mensen. De stichtingen verspreidden zich geografisch ook over een aanzienlijk deel van de wereld. Glorieux was geen academicus en zijn stichtingen hadden eerder een praktijk georiënteerde hulpverlening op het oog.